# Суперкубок Німеччини з футболу
Суперку́бок Німе́ччини з футбо́лу — одноматчевий турнір, у якому грають володар Кубка Німеччини та чемпіон попереднього сезону. У випадку, якщо кубок і чемпіонат виграла одна команда, то в суперкубку грають перша і друга команди чемпіонату.

## Історія
Перші два трофеї були розіграні в 1977 і в 1982 роках, коли турнір мав неофіційний статус. Офіційно розіграш Суперкубка Німеччини почав проводитися з 1987 року, коли «Баварія» виграла у «Гамбурга». У 1997 році замість суперкубка став проводитися інший турнір — Кубок Ліги. У 2008 році був зіграний неофіційний матч за суперкубок, у зв'язку зі скасуванням Кубка Ліги через чемпіонат Європи з футболу.
На щорічних зборах Німецької футбольної ліги 10 листопада 2009 року оголосили про відновлення турніру з 2010 року.

## Переможці
У таблиці наведено переможців лише офіційних турнірів.
| Клуб                 | Перемоги | Фіналіст | Переможні роки                                                   | Фінальні роки                            |
| -------------------- | -------- | -------- | ---------------------------------------------------------------- | ---------------------------------------- |
| Баварія              | 11       | 8        | 1987, 1990, 2010, 2012, 2016, 2017, 2018, 2020, 2021, 2022, 2025 | 1989, 1994, 2013, 2014, 2015, 2019, 2023 |
| Боруссія Д           | 6        | 5        | 1989, 1995, 1996, 2013, 2014, 2019                               | 2011, 2012, 2016, 2017, 2020, 2021       |
| Вердер               | 3        | 1        | 1988, 1993, 1994                                                 | 1991                                     |
| Кайзерслаутерн       | 1        | 2        | 1991                                                             | 1990, 1996                               |
| Штутгарт             | 1        | 2        | 1992                                                             | 2024, 2025                               |
| Шальке 04            | 1        | 1        | 2011                                                             | 2010                                     |
| РБ Лейпциг           | 1        | 1        | 2023                                                             | 2022                                     |
| Баєр 04              | 1        | 1        | 2024                                                             | 1993                                     |
| Вольфсбург           | 1        |          | 2015                                                             |                                          |
| Айнтрахт (Франкфурт) |          | 2        |                                                                  | 1988, 2018                               |
| Боруссія М           |          | 1        |                                                                  | 1995                                     |
| Гамбург              |          | 1        |                                                                  | 1987                                     |
| Ганновер 96          |          | 1        |                                                                  | 1992                                     |